# Prix Hercule-Catenacci
Le prix Hercule-Catenacci, de la fondation Yvan Loiseau à partir de 1982, est un ancien prix annuel d’histoire et de sociologie[réf. nécessaire], créé en 1934 par l'Académie française, et « récompensant des livres illustrés de luxe traitant tout domaine ».
Hercule Louis Catenacci, né en 1816 à Ferrare et mort à Paris, le 15 mai 1884, est un peintre, illustrateur, aquarelliste et graveur paysagiste français d'origine italienne.

## Liste des lauréats
- 1934 : Georges Bonnenfant pour Histoire générale du diocèse d’Evreux
- 1935 : Éditions de France pour La France au travail
- 1936 : Norbert Dufourcq pour Esquisse d'une histoire de l'orgue en France
- 1937 : 
  - Albert Kammerer pour La mer Rouge, l'Abyssinie et l'Arabie depuis l'Antiquité
  - Édouard Salin pour Une maison française : Montaigu en Lorraine
- 1938 : 
  - Baudoin de Lannoy et Georges Dansaert pour Jean de Lannoy le Bâtisseur
  - Pierre Gusman pour Elskée au Jardin de Vénus
  - André Virely pour Essai d'Iconographie de Bossuet
- 1939 : 
  - Pierre Balme pour L'Auvergne littéraire
  - Georges Bonnenfant pour Églises rurales du département de l’Eure
  - François de Chasseloup Laubat (1904-1968) pour L'art rupestre du Hoggar, Haut Mertoutek
  - Pierre Pradel et Marcel Génermont pour Les églises de France
  - Madame Humphrey d'Honfroi pour L’Enfant et sa mère à travers le monde
  - Marcel Prévost pour l'édition des Héroïdes, d’Ovide
  - Paul Vignon (1865-1943) pour Le Saint Suaire de Turin
  - Maurice Vloberg (1885-1967) pour La Vierge notre médiatrice
- 1940 : 
  - Marguerite de Broglie pour Dialogues du vent et du soleil
  - Maurice Denis pour Histoire de l'Art religieux
  - Raoul Plus (1882-1958) pour Saint Jean-Baptiste dans l'Art
- 1941 : 
  - Charles Chesnelong pour Rome
  - Ernest Lotthé (1886-1962) pour Les Églises de la Flandre française
- 1942 : 
  - Albert Despréaux pour Les Uniformes des troupes de la marine et des troupes coloniales et nord-africaines
  - Jérôme Doucet pour Verrières
  - René Herval pour Haute Normandie
- 1943 : 
  - Louis Hourticq pour Génie de la France
  - Société des Cent Une pour l'édition de Mon Faust, de M. Paul Valéry
- 1944 : Jean Bourguignon pour Napoléon
- 1945 : Alphonse Blanc pour Brioude et sa région
- 1946 : 
  - Jacques Boell pour Oisans
  - Pierre Pinsseau (1901-1946) pour Au coin de l'âtre
- 1947 : Christian (18..?-19..; dessinateur) pour Saint-Guilhem-le-Désert, vallée inspirée du Languedoc
- 1948 : Pierre Grosclaude (1900-1973) pour l'édition des Confessions et des Rêveries du promeneur solitaire, de J.-J. Rousseau
- 1949 : 
  - Abbé A. Guéry pour L'Anjou à travers les âges
  - Philippe Veyrin pour Les Basques
- 1950 : 
  - Henri Jouin-Dubois pour L'art eucharistique en Bretagne
  - Georges de Plinval pour Histoire illustrée de l'Église
- 1951 : 
  - Thérèse Bertin-Mourot pour Publications Poussin
  - Pierre Michaut (1895-1956) pour Le ballet contemporain
- 1952 : 
  - Gabriel de Roton, dit Notor (1865-1964) pour L’Iliade et l'Odyssée
  - Roger Grand pour Une race, un château : Anjony
  - René Herval pour En Normandie
- 1953 : Dr Paul Thoby pour Les croix limousines de la fin du XIIe au début du XIVe siècles
- 1954 : 
  - Marcel Delafosse (1915-2000) pour La Rochelle
  - Jean-Honoré Prat pour Fourrure et pelletiers à travers les âges
- 1955 : Marcel Durliat pour Arts anciens du Roussillon. Peinture
- 1956 : Jean Sermet (1907-2003) pour Espagne du Sud
- 1957 : Roseline Bacou pour Odilon Redon
- 1958 : Michel de Galzain (1918-1994) pour Au bon vieux temps
- 1960 : 
  - Yvan Christ (1919-1998), Pierre Sourbès et Henri Caffe pour Roussillon
  - Marie-Josèphe de Lacroix de Lavalette (1913-1997) pour Albius ou l'Expédition d'un officier romain en Gaule, 27 avant J-C
- 1961 : 
  - Jurgis Baltrušaitis pour Réveils et Prodiges
  - Albert Laprade pour Les Grands Architectes français d’Orbay
- 1962 : François Giacobbi pour La Corse
- 1963 : Jean-Paul Crespelle pour Montparnasse vivant
- 1964 : Geneviève Daridan pour Sept siècles de sculpture japonaise
- 1965 : 
  - Christiane Aulanier pour Le Pavillon de l’horloge et le département des Antiquités orientales
  - André Corbeau (1898-1971) et Nando De Toni (1902-1982) pour l'édition des Manuscrits C et D, de Léonard de Vinci
- 1969 : Madeleine Jarry (1917-1982) pour La Tapisserie des origines à nos jours
- 1970 : Geneviève Guillot (directrice de l'École de danse de l'Opéra) et Germaine Prudhommeau (1923-2007) pour Grammaire de la danse classique
- 1972 : 
  - Cécile Beurdeley pour Castiglione, peintre jésuite à la Cour de Chine
  - Pierre du Bourguet pour L’art paléochrétien
- 1973 : Françoise du Castel pour Damoiselle Christine de Pizan
- 1974 : Pierre Duvinoy et Madeleine Jarry (1917-1982) pour Le siège français
- 1975 : André Guillou (1923-2013) pour La civilisation byzantine
- 1976 : Jean-Pierre Babelon, Alain Erlande-Brandenburg et Michel Fleury pour Paris monumental
- 1977 : Jean Beurdeley et Jean Boisselier pour La sculpture en Thaïlande
- 1978 : 
  - Yves Devaux pour Dix siècles de reliure
  - Jean Ferron pour Orants de Carthage. Mort-Dieu de Carthage
- 1979 : Venceslas Kruta pour Les Celtes
- 1980 : 
  - Suzanne Agnely, Roger Brunet et Henri Serres-Cousiné pour Les Grandes Cathédrales
  - Magdeleine Hours pour Le secret des chefs-d’œuvre
- 1981 : 
  - Albert Châtelet pour Les Primitifs hollandais
  - Henry-Pierre Fourest (1911-1994) pour La Faïence de Delft
- 1982 : Étienne Coche de La Ferté pour L’art de Byzance
- 1983 : 
  - Paul Courbin pour Qu’est-ce que l’archéologie ?
  - Marie-Louise Galinier, Georges Savès et Georges Fouet pour La céramique toulousaine
  - Pierre Ramond pour La Marqueterie
- 1984 : Jean Guichard-Meili pour Matisse. Les gouaches découpées
- 1985 : Emmanuel de Bonvoisin pour Mars, témoin de son époque
- 1986 : Cécile Beurdeley pour Sur la route de la soie. Le grand voyage des objets d’art
- 1987 : Yves Bottineau pour L’art baroque
- 1988 : Bernard Chevallier pour Crèches de Noël
- 1989 : 
  - René Pillorget (1924-2015) pour Nouvelle histoire de Paris, Paris sous les premiers Bourbon
  - François Spoerry pour L’Architecture douce